# Agrostis vinosa
Agrostis vinosa é uma espécie de gramínea do gênero Agrostis, pertencente à família Poaceae.